# Synagoga Józefa Nelkena w Łodzi (ul. Kamienna 13)
Synagoga Józefa Nelkena w Łodzi – prywatny dom modlitwy znajdujący się w Łodzi przy ulicy Kamiennej 13.
Synagoga została zbudowana w 1900 roku z inicjatywy Józefa Nelkena. Podczas II wojny światowej hitlerowcy zdewastowali synagogę.